# Cheval en Bosnie-Herzégovine
Le cheval en Bosnie-Herzégovine (bosnien : konj) est surtout représenté par l'élevage du Bosnien et de ses sous-types et lignées de bât, mais aussi celui du Lipizzan et de quatre lignées de l'Arabe, Gazal, Lenkoran, Siglavi et Sabih, dans les haras locaux.
La Bosnie-Herzégovine a la particularité d'héberger une population de chevaux retournés à l'état sauvage, près de Livno.

## Histoire
Le haras de Vučijak est créé en 1946, à partir du cheptel de Lipizzans issu des haras de Lipik et de Ðakovo.
Les guerres de Yougoslavie ont sérieusement affecté les programmes d'élevage et de conservation du cheval bosnien. La population chevaline des haras a subi une baisse considérable, passant de plus de 46 000 têtes en 1990 à seulement 7 000 en 2002.

## Pratiques et usages

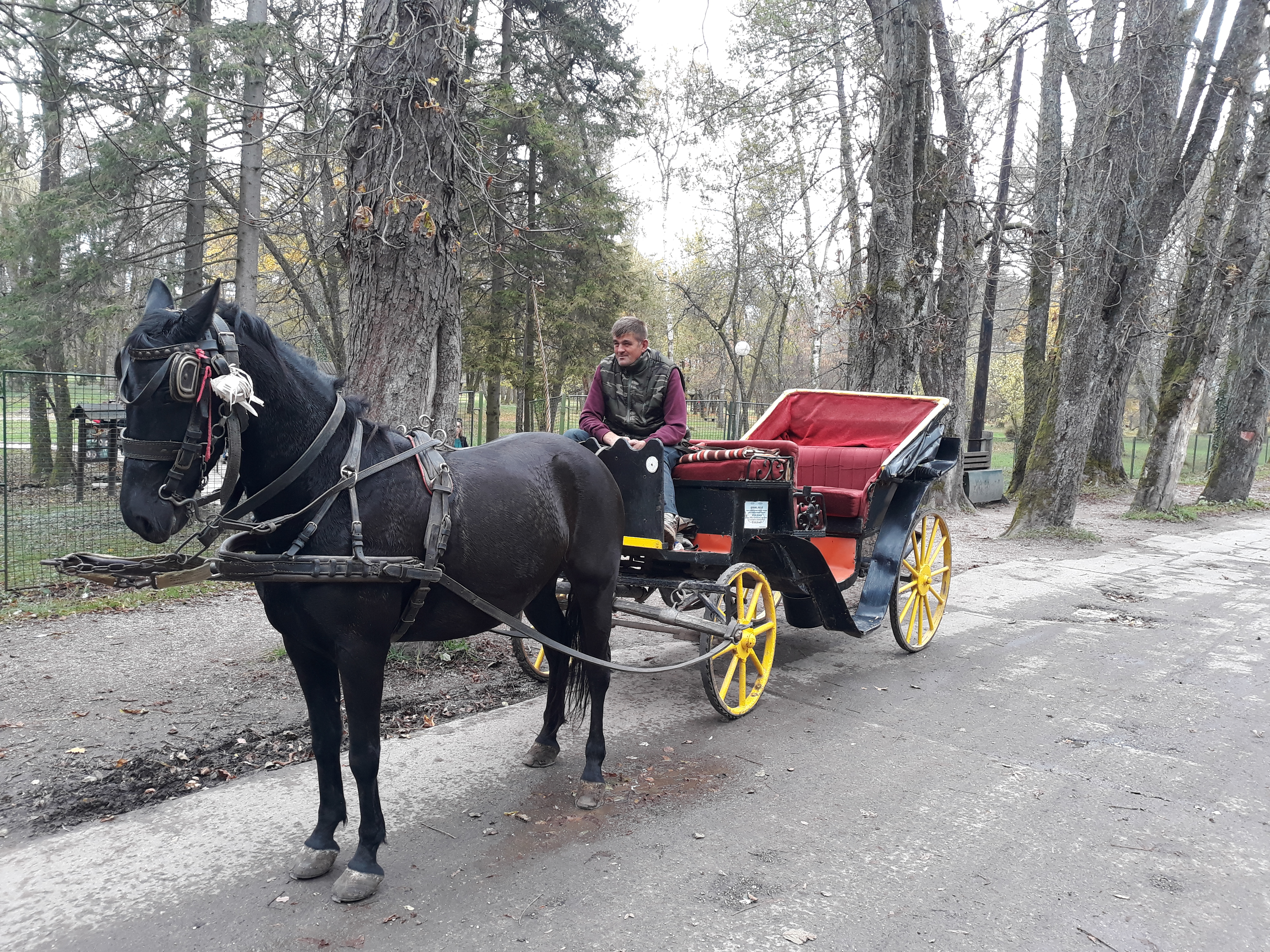
Attelage touristique à Velika aleja, Sarajevo.

La Bosnie-Herzégovine héberge plusieurs populations de chevaux féraux (retournés à l'état sauvage), qui causent des dégâts aux terres agricoles. Les chevaux sauvages de Livno descendent de 20 à 25 animaux domestiques relâchés et retournés à la vie sauvage durant les années 1970. Les fermiers locaux étaient alors en pleine motorisation, et ont relâché leurs chevaux dans la montagne.
Ces animaux, considérés comme une nuisance par les agriculteurs, sont aussi un argument touristique pour le pays, car ils constituent l'une des rares populations de chevaux sauvages visibles en Europe.

## Élevage
Onze races de chevaux sont répertoriées en Bosnie-Herzégovine sur la base de données DAD-IS ; dix sont toujours élevées et une s'est éteinte. En 2017, dans l'ouvrage Equine Science, la population chevaline de Bosnie-Herzégovine est estimée à 24 751 têtes, ce qui représente 0,04 % de la population chevaline mondiale.
La majorité de la population équine de Bosnie-Herzégovine, soit environ 70 %, appartient à la race du Bosnien des montagnes, ou cheval de montagne des Balkans. Cette race transfrontière issue localement du poney de Busa (disparu) est présente dans plusieurs pays des Balkans, dont 12 390 têtes recensées en Bosnie-Herzégovine en 2003. Le Glasinacki est un type local du Bosnien originaire de Glašince, et fortement influencé par le cheval arabe. Le Podveleski est répertorié comme une race locale propre à l'Herzégovine, sous-type du Bosnien, plus petit que le Glasinacki.
Le Barut et le Misko sont des lignées de chevaux de haras, créés dans l'objectif d'élever un cheval de bât plus lourd que les races locales : depuis les débuts de sa sélection en 1908, 39 Barut ont été élevés dans les haras, pour 24 Misko.
Le Lipizzan est élevé au haras de haras de Vučijak, qui a la particularité d'élever de plus petits modèles que dans les pays voisins.
L'Arabe est représenté par quatre lignées indigènes : le Gazal, le Lenkoran, le Sabih et le Siglavi.
Il n'existe pas de données de population pour le Lipizzan, le Glasinacki et le Podveleski, ni pour le Gazal, le Lenkoran, le Sabih et le Siglavi.

## Culture

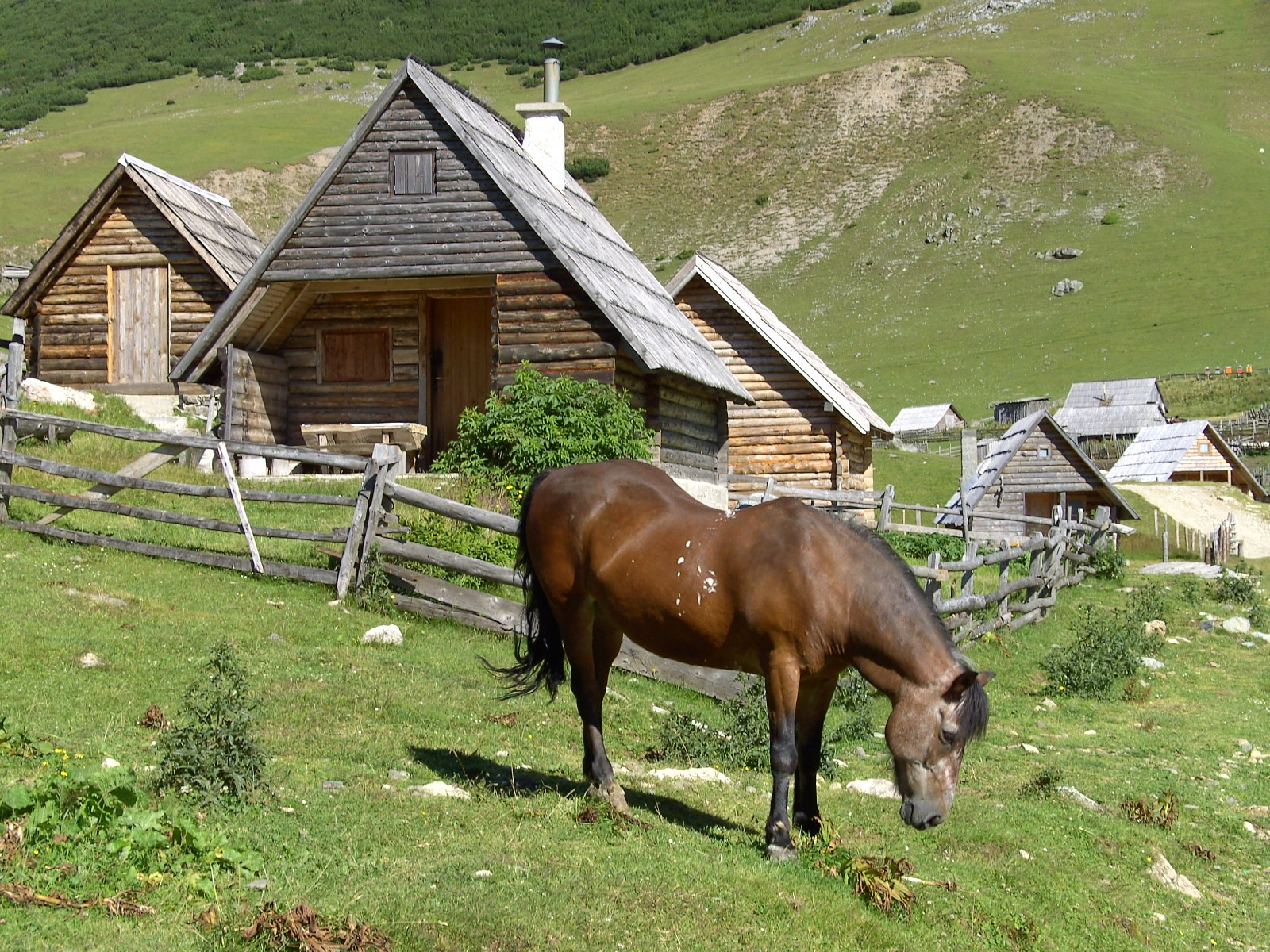
Vieux cheval dans un village des montagnes.

En Bosnie-Herzégovine, le cheval est culturellement très respecté et traité avec la plus grande considération : dans la poésie et les conversations paysannes, le héros cavalier est souvent décrit conversant avec sa monture, avec laquelle il partage le vin et la viande de mouton de son dîner. Le cheval est aussi dépeint comme souffrant de solitude s'il est séparé de son cavalier.
Le Lipizzan est présent lors de diverses fêtes folkloriques, et apparaît aussi dans la musique populaire.